# Denmark (Iowa)
Denmark è un census-designated place (CDP) degli Stati Uniti d'America, situato nello stato dell'Iowa, nella contea di Lee.